# 近江舞子南口駅
近江舞子南口駅（おうみまいこみなみぐちえき）は、かつて滋賀県滋賀郡志賀町大字北比良（現在の大津市北比良）にあった江若鉄道の駅（廃駅）。開業当初は夏の水泳シーズンにのみ営業する臨時駅であったが、のちに常設化されている。

## 歴史
琵琶湖の近江舞子水泳場は北浜・中浜・南浜の3つに大きく分けられ、当駅はそのうちの南浜の最寄り駅として1953年（昭和28年）に開設された。水泳客の便宜を図って開設された駅であり、当初は夏期のみ客扱いをする臨時駅であったが、1962年（昭和37年）に国民宿舎の近江舞子ロッジが当駅近くに開業したのを契機に常設駅へ変更された。
江若鉄道は1969年（昭和44年）10月31日をもって営業を終了し、当駅も翌11月1日に廃止された。

### 年表
- 1953年（昭和28年）7月1日：江若鉄道の近江木戸 - 近江舞子間に臨時駅として開業[1][4]。
- 時期不詳（1962年以降）：常設駅化[1][5]。
- 1969年（昭和44年）11月1日：駅廃止[4]。

## 駅構造
近江舞子南口駅は旅客のみを取り扱う旅客駅。線路の片側（近江今津方面に向かって右側）にホーム1面のみという簡単な造りの駅だった。駅員は配置されていない無人駅である。
| ← 浜大津 方面 | 近江舞子南口駅 配線略図 | → 近江今津 方面 |
| 凡例 出典:    |                         |                 |

## 駅周辺
駅は比良川の近くにあった。周辺には企業の保養所が建ち並ぶ。国民宿舎の近江舞子ロッジは駅に隣接して建っていたが、1997年（平成9年）に閉鎖されている。
当駅を含む比良駅から近江舞子駅までの区間はカーブが連続し、当駅から近江舞子駅にかけて線路は内湖の西岸を通っていた。江若鉄道の廃線後に開業した湖西線はこのカーブを避け、山側を短絡している。この区間の線路跡は自転車道を併設した県道に転用され、当駅跡も道路になっているが、当駅から近江舞子駅までの区間は線路跡と道路が完全には重なっておらず、路盤の跡を確認することができたが、2021年現在ではグランピング施設の建設により大半が撤去され、途中にあった橋台部分と橋桁のみが施設の一部として再活用されている。

## 隣の駅
江若鉄道
江若鉄道線
比良駅 - 近江舞子南口駅 - 近江舞子駅